# 月周回軌道

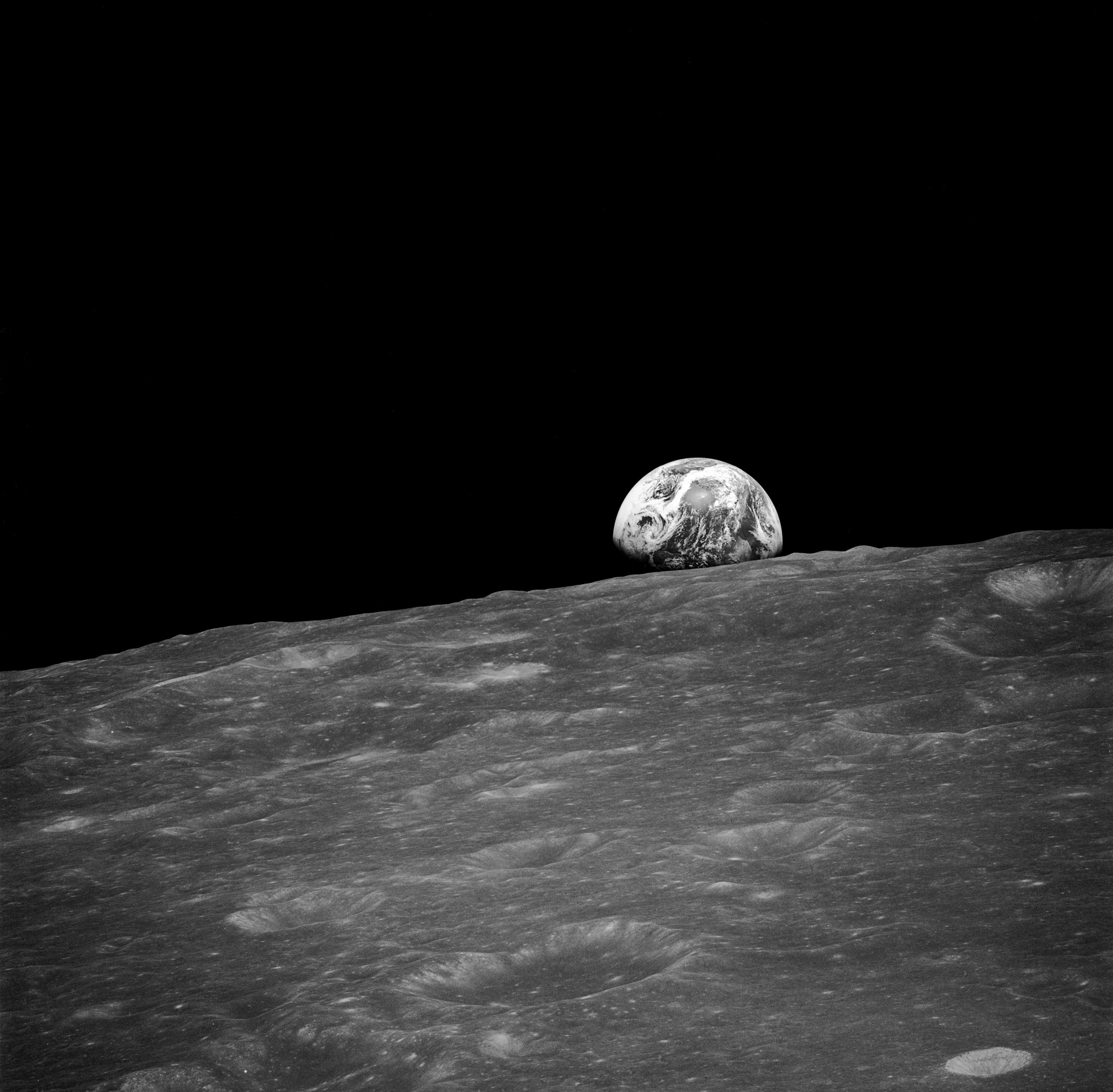
月軌道から見える地球の出

月周回軌道（つきしゅうかいきどう、Lunar orbit）とは、月を中心として周回する軌道のこと。月が地球の周りを周回する軌道（月の軌道）とは異なる。
宇宙計画で月の周りを周回する人工物に対して述べられることがほとんどである。月周回軌道の軌道遠点での高度はアポルーン（apolune）として知られており、軌道近点はペリルーン（perilune）として知られる

## 探査機
月への探査機の投入の試みは1959年1月4日、ルナ1号によってソビエト連邦が最初に行った。しかし、ルナ1号は月表面から6000メートルの近傍を通過し、月周回軌道への投入は成功しなかった 。1959年10月4日にはルナ3号が打ち上げられ、これは巡航飛行に成功し、自由帰還軌道に乗り、月の重力で反転したものの、月周回軌道へは投入されたわけではない。この探査機は世界初の月の裏側の写真撮影に成功している。その後1966年4月3日にソ連のルナ10号が月周回軌道に乗り、世界初の探査機になった。この衛星は1966年5月30日まで流星塵の流動と月環境の研究を行った。
アメリカ合衆国の最初の月周回軌道投入機はルナ・オービター1号で、1966年8月14日に月周回軌道に投入された。軌道は当初は楕円軌道であり、遠点が1867キロメートルで、近点が189.1キロメートルだった。軌道は適切な画像を取得するために徐々に円形に近づくように修正され、平均高度は310キロメートルになった。この後、アメリカは13か月にわたって類似した探査機を5機打ち上げ、これらすべてが月の画像の取得に成功した。これらの画像の撮影目的は主にアポロ計画での着陸地点を探すためだった。
その他の国では1992年2月15日に日本のひてん、2004年11月13日に欧州のスマート1、2007年11月5日に中国の嫦娥1号、2008年11月8日にインドのチャンドラヤーン1号などが月軌道に到達している。

## 有人飛行
アポロ計画のアポロ司令・機械船はアポロ月着陸船の着陸の間、月の宇宙待機軌道を維持した。アポロ司令機械船と着陸船は最初に楕円軌道に進入し、名目上310キロメートルから110キロメートル程度の高度を飛行した。これは110キロメートルの高さの円形の中継軌道へ修正された。軌道周期は軌道近点と遠点に従って変化し、おおよそ2時間で月を周回するようになった。着陸船月への着陸体勢を取り始め近点で15キロメートルの降下軌道まで位置を下げた。この高度は6.1キロメートル近くある月の山を避けるために選ばれた。

## 外乱の影響
月周回軌道が若干ゆがめられる重力的な異常によって、月の質量集中部が発見された。これは月の表面が太古に大きな衝突体で生成されたことに由来していると考えられる。この重力の変則性は数日間で月周回軌道を著しくゆがめるのに十二分な力を持っている。
アポロ11号の最初の有人着陸計画はこの効果を補正する試みを最初に採用した。中継軌道は122キロメートルから100キロメートルの位置で「円軌道化」され、これは名目上110キロメートルで円軌道を作り、このとき着陸船が帰還しランデブーすることが期待された。しかし、この重力変則効果は軌道上でのランデブーは117キロメートルから105キロメートルで計算されていたことなどから過剰に見積もられていた。